# Baird, Texas
Baird là một thành phố thuộc quận Callahan, tiểu bang Texas, Hoa Kỳ. Năm 2010, dân số của xã này là 1496 người.

## Dân số
- Dân số năm 2000: 1623 người.
- Dân số năm 2010: 1496 người.